# Condé-sur-Vire
Condé-sur-Vire és un municipi francès situat al departament de la Manche i a la regió de Normandia. L'any 2007 tenia 3.226 habitants.

## Demografia

### Població
El 2007 la població de fet de Condé-sur-Vire era de 3.226 persones. Hi havia 1.316 famílies de les quals 357 eren unipersonals (111 homes vivint sols i 246 dones vivint soles), 484 parelles sense fills, 404 parelles amb fills i 71 famílies monoparentals amb fills.
La població ha evolucionat segons el següent gràfic:
Habitants censats

### Habitatges
El 2007 hi havia 1.422 habitatges, 1.338 eren l'habitatge principal de la família, 30 eren segones residències i 54 estaven desocupats. 1.226 eren cases i 190 eren apartaments. Dels 1.338 habitatges principals, 939 estaven ocupats pels seus propietaris, 392 estaven llogats i ocupats pels llogaters i 6 estaven cedits a títol gratuït; 25 tenien una cambra, 77 en tenien dues, 159 en tenien tres, 341 en tenien quatre i 736 en tenien cinc o més. 1.039 habitatges disposaven pel capbaix d'una plaça de pàrquing. A 566 habitatges hi havia un automòbil i a 633 n'hi havia dos o més.

### Piràmide de població
La piràmide de població per edats i sexe el 2009 era:
| Homes | Edats   | Dones |
| ----- | ------- | ----- |
| 0     | 95 o +  | 4     |
| 4     | 90 a 94 | 8     |
| 4     | 85 a 89 | 24    |
| 8     | 80 a 84 | 12    |
| 48    | 75 a 79 | 64    |
| 60    | 70 a 74 | 76    |
| 64    | 65 a 69 | 92    |
| 108   | 60 a 64 | 80    |
| 100   | 55 a 59 | 88    |
| 88    | 50 a 54 | 116   |
| 92    | 45 a 49 | 108   |
| 112   | 40 a 44 | 96    |
| 84    | 35 a 39 | 88    |
| 140   | 30 a 34 | 112   |
| 112   | 25 a 29 | 100   |
| 84    | 20 a 24 | 88    |
| 68    | 15 a 19 | 104   |
| 124   | 10 a 14 | 100   |
| 96    | 5 a 9   | 104   |
| 72    | 0 a 4   | 60    |

## Economia
El 2007 la població en edat de treballar era de 2.011 persones, 1.504 eren actives i 507 eren inactives. De les 1.504 persones actives 1.453 estaven ocupades (761 homes i 692 dones) i 52 estaven aturades (19 homes i 33 dones). De les 507 persones inactives 238 estaven jubilades, 175 estaven estudiant i 94 estaven classificades com a «altres inactius».

### Ingressos
El 2009 a Condé-sur-Vire hi havia 1.364 unitats fiscals que integraven 3.331,5 persones, la mediana anual d'ingressos fiscals per persona era de 18.381 €.

### Activitats econòmiques
Dels 138 establiments que hi havia el 2007, 3 eren d'empreses extractives, 11 d'empreses alimentàries, 1 d'una empresa de fabricació de material elèctric, 7 d'empreses de fabricació d'altres productes industrials, 22 d'empreses de construcció, 36 d'empreses de comerç i reparació d'automòbils, 6 d'empreses de transport, 5 d'empreses d'hostatgeria i restauració, 1 d'una empresa d'informació i comunicació, 9 d'empreses financeres, 7 d'empreses immobiliàries, 10 d'empreses de serveis, 13 d'entitats de l'administració pública i 7 d'empreses classificades com a «altres activitats de serveis».
Dels 35 establiments de servei als particulars que hi havia el 2009, 2 eren oficines de correu, 4 oficines bancàries, 2 tallers de reparació d'automòbils i de material agrícola, 3 autoescoles, 1 paleta, 1 guixaire pintor, 4 fusteries, 5 lampisteries, 5 electricistes, 3 perruqueries, 3 veterinaris i 2 restaurants.
Dels 11 establiments comercials que hi havia el 2009, 1 era una gran superfície de material de bricolatge, 1 una botiga de més de 120 m², 2 fleques, 2 carnisseries, 2 botigues de roba i 3 floristeries.
L'any 2000 a Condé-sur-Vire hi havia 100 explotacions agrícoles que ocupaven un total de 1.715 hectàrees.

## Equipaments sanitaris i escolars
L'únic equipament sanitari que hi havia el 2009 era una farmàcia.
El 2009 hi havia 1 escola maternal i 1 escola elemental.

## Poblacions més properes
El següent diagrama mostra les poblacions més properes.